# Бельно (гміна Загнанськ)
Бельно (пол. Belno) — село в Польщі, у гміні Загнанськ Келецького повіту Свентокшиського воєводства.
Населення — 613 осіб (2011).
У 1975-1998 роках село належало до Келецького воєводства.

## Демографія
Демографічна структура на день 31 березня 2011 року:
|          | Загалом | Допрацездатний вік | Працездатний вік | Постпрацездатний вік |
| -------- | ------- | ------------------ | ---------------- | -------------------- |
| Чоловіки | 310     | 65                 | 206              | 39                   |
| Жінки    | 303     | 57                 | 166              | 80                   |
| Разом    | 613     | 122                | 372              | 119                  |